# Pomme du Limousin
Pomme du Limousin est l'appellation d'origine d'une pomme produite, triée et conditionnée par les agriculteurs des départements de la Corrèze, de la Creuse, de la Dordogne et de la Haute-Vienne.
Depuis 2004, cette appellation est préservée via les labels AOC, et, depuis 2007, AOP.

## Histoire
L'existence de vergers dans le Limousin est très ancienne. Autrefois, les paysans plantaient de pommiers les coteaux bien exposés mais trop pentus pour d'autres cultures. Ils les maintenaient ouverts par le pâturage de moutons ou de vaches. De nombreux cultivars de pommiers étaient exploités mais, non-inscrits au catalogue officiel des espèces et variétés, leurs productions devinrent interdites à la vente. Ils furent remplacés par des variétés adaptées à la monoculture et au marché en circuit long : la Golden Delicious sera donc introduite à la fin des années 1950. 

La préservation de l'appellation d'origine « pomme du Limousin » par le label AOC est demandée par les agriculteurs en décembre 1994 et reconnue le 17 juin 2004, l'AOP européenne est obtenue en juin 2007.

## Aire de production
Elle concerne 100 communes, réparties dans les trois départements du Limousin et une frange orientale de la Dordogne. Elle comprend des plateaux cristallins légers et profonds qui gardent assez d'humidité pour éviter l'irrigation massive. L'altitude idéale se situe entre 300 et 500 m.

## Culture

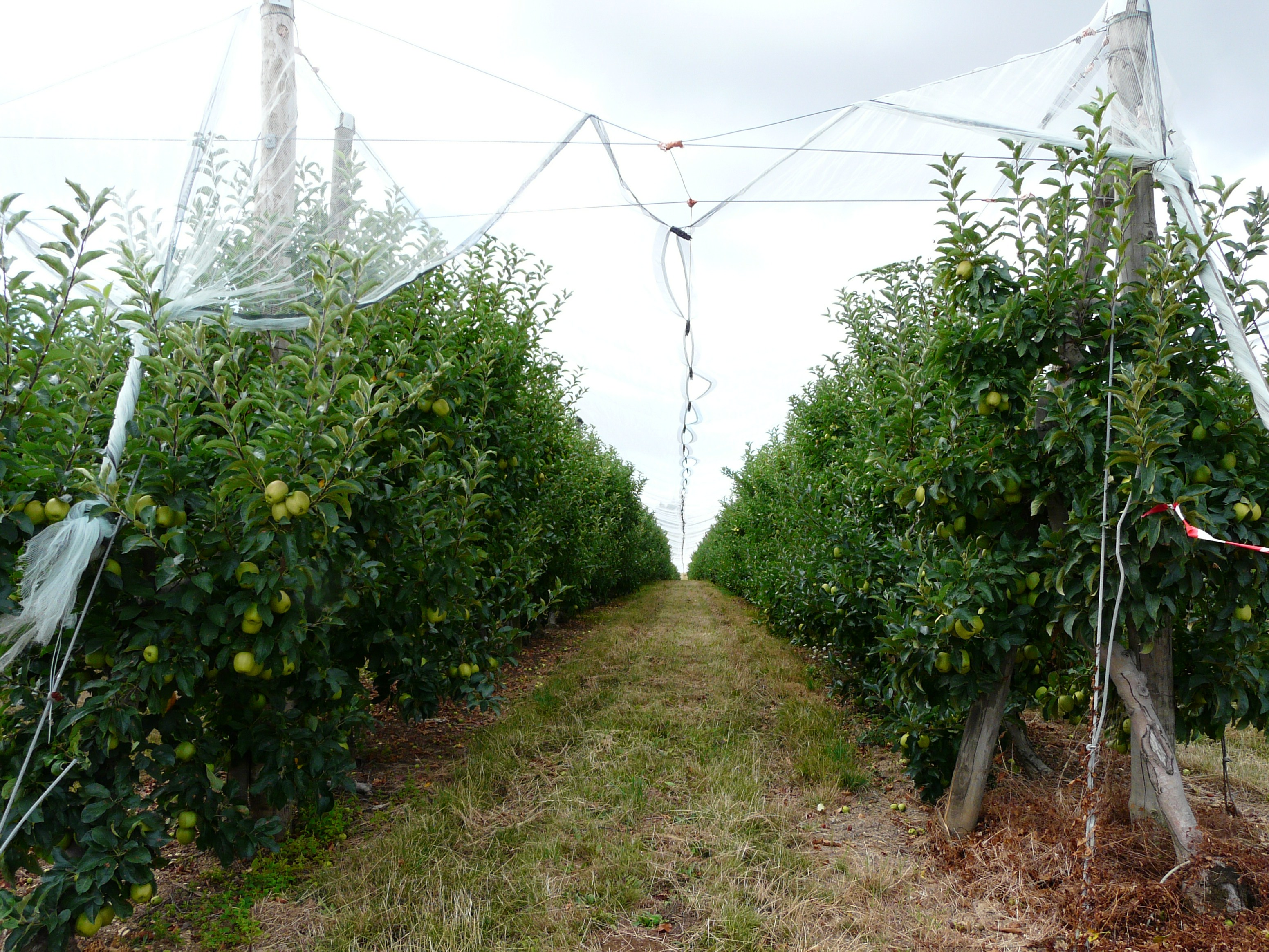
Golden Delicious en monoculture pour la production de pomme du Limousin. Aux pieds des porte-greffes, la flore spontanée est détruite grâce à une pulvérisation de glyphosate.

Les vergers doivent être constitués de plants certifiés de la variété Golden. La densité doit être entre 1 000 et 3 000 arbres par hectare et la production est limitée à 58 tonnes par hectare et par an.
Les « pomiculteurs » limousins adhérent à la « Charte des Vergers Écoresponsables », un document basée sur les principes de l'agriculture raisonnée : l'utilisation de pesticides de synthèse intervient après l'utilisation de produits agréés en agriculture biologique. La prévention (préservation de la faune auxiliaire, broyage des feuilles) doit également être privilégiée.
L'usage de traitements chimiques suscite des tensions ou des controverses, liées à leur supposé impact sanitaire,. Outre une charte engageant les agriculteurs à adapter leurs pratiques à l'environnement, des dispositifs d'alerte des riverains en cas d'épandage sont mis au point.

## Produit

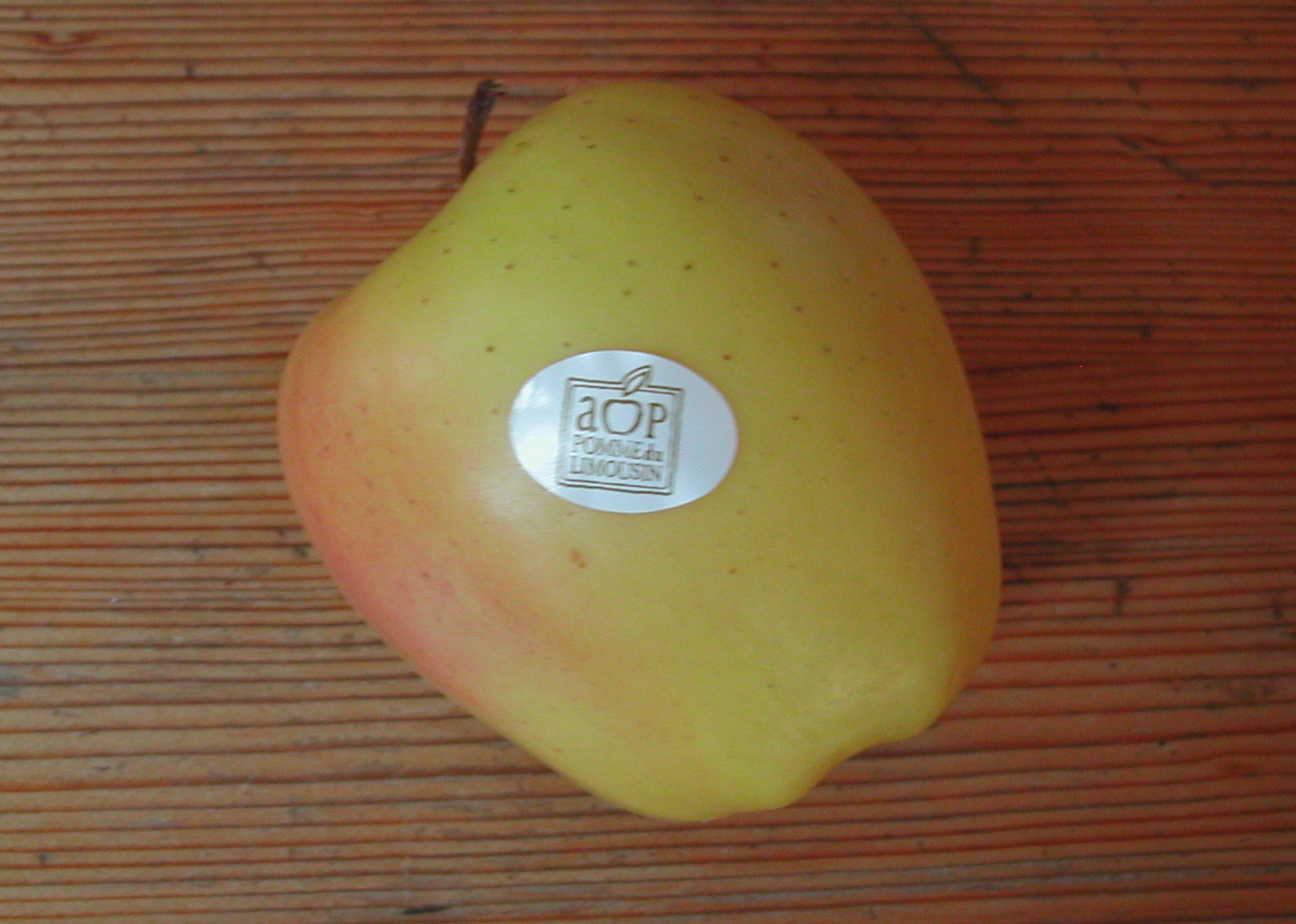
La golden pomme du Limousin présente une légère coloration rouge à l'insolation.

La pomme du Limousin est légèrement allongée et d'un calibre minimum de 65 mm. Sa chair est blanche et ferme, sa texture croquante, juteuse et non farineuse.
Elle doit être conditionnée dans un contenant qui préserve la qualité et l'intégrité du fruit. La production est commercialisée de novembre à fin juillet, la Golden Delicious ayant une très bonne aptitude à la conservation sans traitement après la récolte.
Le verger limousin est de 2 800 répartis sur 270 exploitations fruitières. La production annuelle oscille selon les années entre 85 et 95 000 tonnes.